# Samuele Biava
Samuele Biava (Vercurago, 2 aprile 1792 – Bergamo, 11 novembre 1870) è stato un poeta italiano, autore di liriche popolareggianti, novelle in versi e romanze.
discendeva dalla famiglia Salvioni Bellaviti, famiglia di notai bergamaschi.

## Biografia

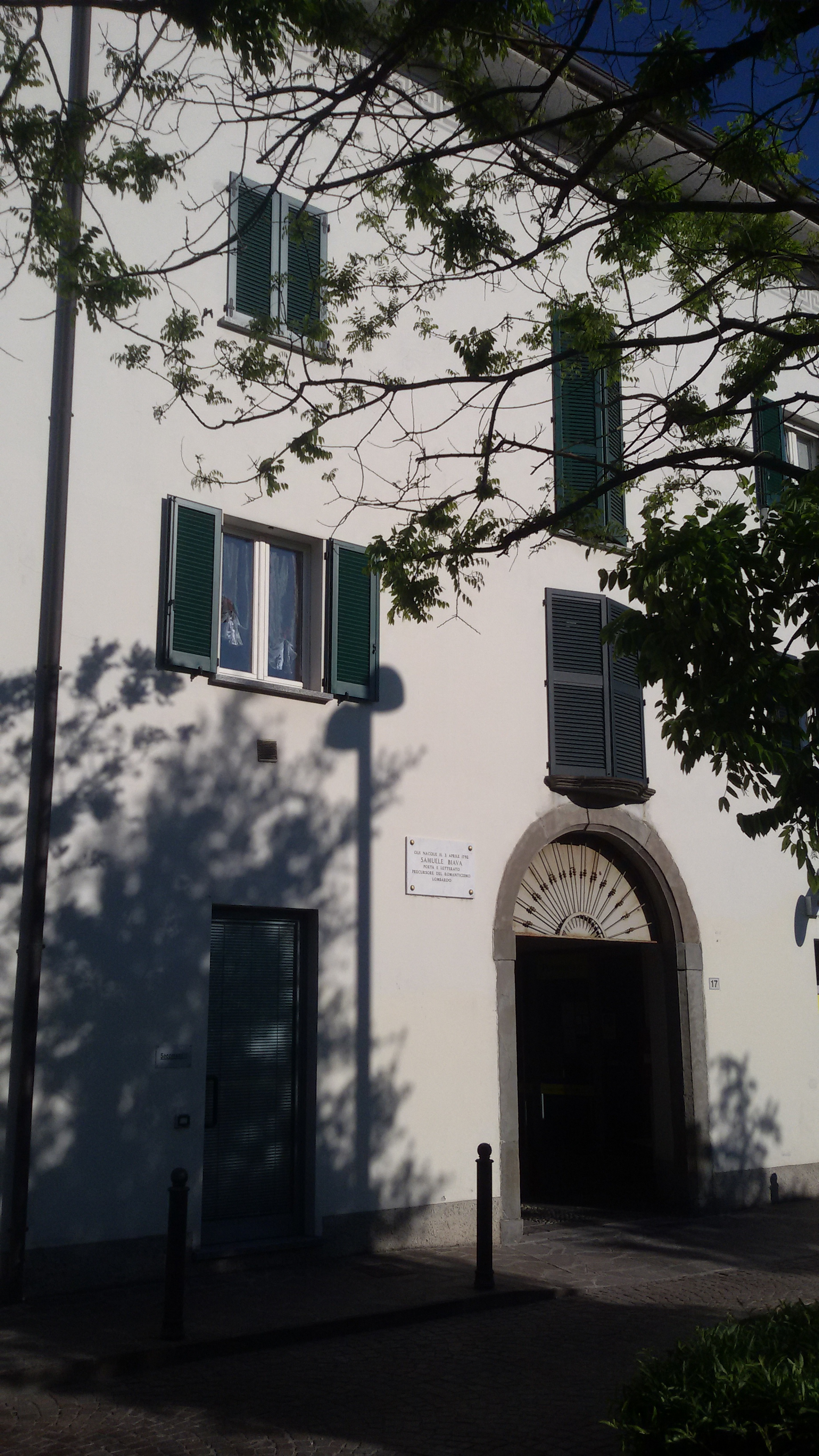
La casa natale di Samuele Biava sulla quale è apposta la targa con la dicitura "Qui nacque il 3 aprile 1792 Samuele Biava poeta e letterato precursore del romanticismo lombardo"

Samuele Biava nacque a Vercurago il 2 aprile 1792 e venne battezzato il giorno seguente. Probabilmente venne istruito da un maestro locale, riuscì ad apprendere il latino dal somasco padre Rotigni e frequentò il vicino collegio Celana come alunno esterno per uno o due anni. Durante gli anni del dominio napoleonico in Italia, il poeta scrisse nel 1810 un sonetto per il matrimonio di Napoleone con Maria Luisa d'Asburgo-Lorena, e un'ode per la nascita del Re di Roma del 1811. Iniziò gli studi universitari a Padova e li concluse a Pavia dove si laureò in giurisprudenza nel 1814 dopo la quale iniziò la carriera da insegnante, prima da supplente e poi con la cattedra nel 1819 al civico ginnasio di Santa Marta. La laurea in giurisprudenza lo portò nel 1821 a difendere il filosofo Gian Domenico Romagnosi, al quale venne solamente proibito di insegnare. A Milano strinse amicizia con Alessandro Manzoni, Antonio Rosmini, Carlo Cattaneo, Niccolò Tommaseo con il quale tenne una lunghissima corrispondenza epistolare. Nel 1826 pubblicò l'Esperimento di melodie liriche e due anni dopo, un libretto di poesie popolari, intitolato Melodie Lombarde, che venne fortemente criticato dalla Biblioteca Italiana che chiese al governo che gli venissero ritirate le funzioni di insegnante. In sua difesa scrissero Tommaseo e Cattaneo che riuscirono a mettere in evidenza l'originalità e le novità introdotte da questo libretto. Dal 1833 si mise a tradurre in versi per musica inni e preghiere liturgiche, raccogliendole più tardi in un libretto che intitolò Melodie sacre. Nel 1850, dopo aver raggiunto il limite d’età smise di insegnare, ma continuò a scrivere negli ultimi venti anni trascorsi a Bergamo presso la sorella. Morì l'11 novembre del 1870 dopo aver ricevuto il titolo di Ufficiale della Corona D'Italia con un decreto nel quale veniva nominato per i suoi meriti umani e letterari.

## Poesie
- Sonetto, in Omaggio di varj autori all'Augusto Imeneo del Magno Napoleone con Maria Luigia d'Austria, Venezia 1810[3]
- Ode genetliaca, in Omaggio di varj autori allo Augusto Natale e Battesimo del Re di Roma, Venezia 1811
- La Cosmogonia civile, Milano 1821
- Esperimento di melodie liriche, Milano 1826
- L'arte del sdrucciolare sul ghiaccio, Milano 1827
- Melodie lombarde, Milano 1828
- Il lord delle Isole, poema in sei canti di sir Walter Scott, traduzione in prosa di F. Cusani, con ballate e romanze tradotte in versi da S. B., Milano 1828
- Il Colloquio degli sponsali. Melodie italiche, Milano 1834
- La culla o il canto della nanna, Milano 1835
- San Rocco o il Pellegrino evangelico del secolo XIII, Milano 1835
- Melodie sacre ovvero Inni, Cantici e Salmi popolari della Chiesa, Milano 1835, 1836, 1838 (7 edizioni, con musiche di G. S. Mayr e L. Gambale)
- La Epifania o il fatidico pellegrinaggio dei Magi, Milano 1836
- Simboli. Nuove melodie italiche, Milano 1836
- Il pellegrinaggio del fanciullo savoiardo, Milano 1837
- Il giorno XXVIII del mese XII o la Commemorazione dei Santi Innocenti Martiri, con cantilena per coro all'unisono di L. Gambale, Milano 1840
- Melodie italiche 1839

## Prose
- Tradizioni italiane, pubblicazione a cura di A. Brofferio, Torino 1847,
- La villata politecnica nel Parco nazionale di Monza, Milano 1848
- Il Magistero poetico e musicale del popolo infante, Milano 1860
- Il Magistero poetico e musicale delle famiglie, Bergamo 1864